# 間接投資
間接投資（かんせつとうし、英: indirect investment）とは、利子・配当・キャピタルゲインの獲得を目的として行う投資。上場企業の場合は株式所有比率が10%未満の投資を意味し、例えば有価証券を購入することが該当する。なお、広義では証券投資（しょうけんとうし、英: portfolio investment）も同義として扱われる。
これの反意語に直接投資があり、子会社などが含まれ、これは企業経営の支配を目的としている。